# Convolvulus
Convolvulus L., 1753 è un genere di piante appartenente alla famiglia delle Convolvulaceae, che comprende oltre 200 specie note comunemente col nome di convolvoli.

## Tassonomia
Il genere comprende 203 specie, tra cui:
- Convolvulus althaeoides
- Convolvulus angustissimus
- Convolvulus arvensis L.
- Convolvulus assyricus
- Convolvulus boissieri
- Convolvulus calvertii
- Convolvulus calycina
- Convulvulus canariensis
- Convolvulus cantabricus
- Convolvulus capensis
- Convolvulus cataonnicus
- Convolvulus chilensis
- Convolvulus cneorum L.
- Convolvulus compactus
- Convolvulus dorycnium
- Convolvulus equitans
- Convolvulus erubescens
- Convolvulus eyreanus
- Convolvulus floridus
- Convolvulus fractosaxosa
- Convolvulus graminetinus
- Convolvulus hermanniae
- Convolvulus holosericeus
- Convolvulus humilis
- Convolvulus incanus
- Convolvulus lineatus
- Convolvulus nodiflorus
- Convolvulus ocellatus
- Convolvulus oleifolius
- Convolvulus pentapetaloides
- Convolvulus persicus
- Convolvulus phrygius
- Convolvulus pilosellifolius
- Convolvulus remotus
- Convolvulus sabatius
- Convolvulus scammonia L.
- Convolvulus scoparius
- Convolvulus siculus
- Convolvulus suffruticosus
- Convolvulus tricolor
- Convolvulus verecundus
- Convolvulus waitaha
- Convolvulus wallichianus

### Alcune specie

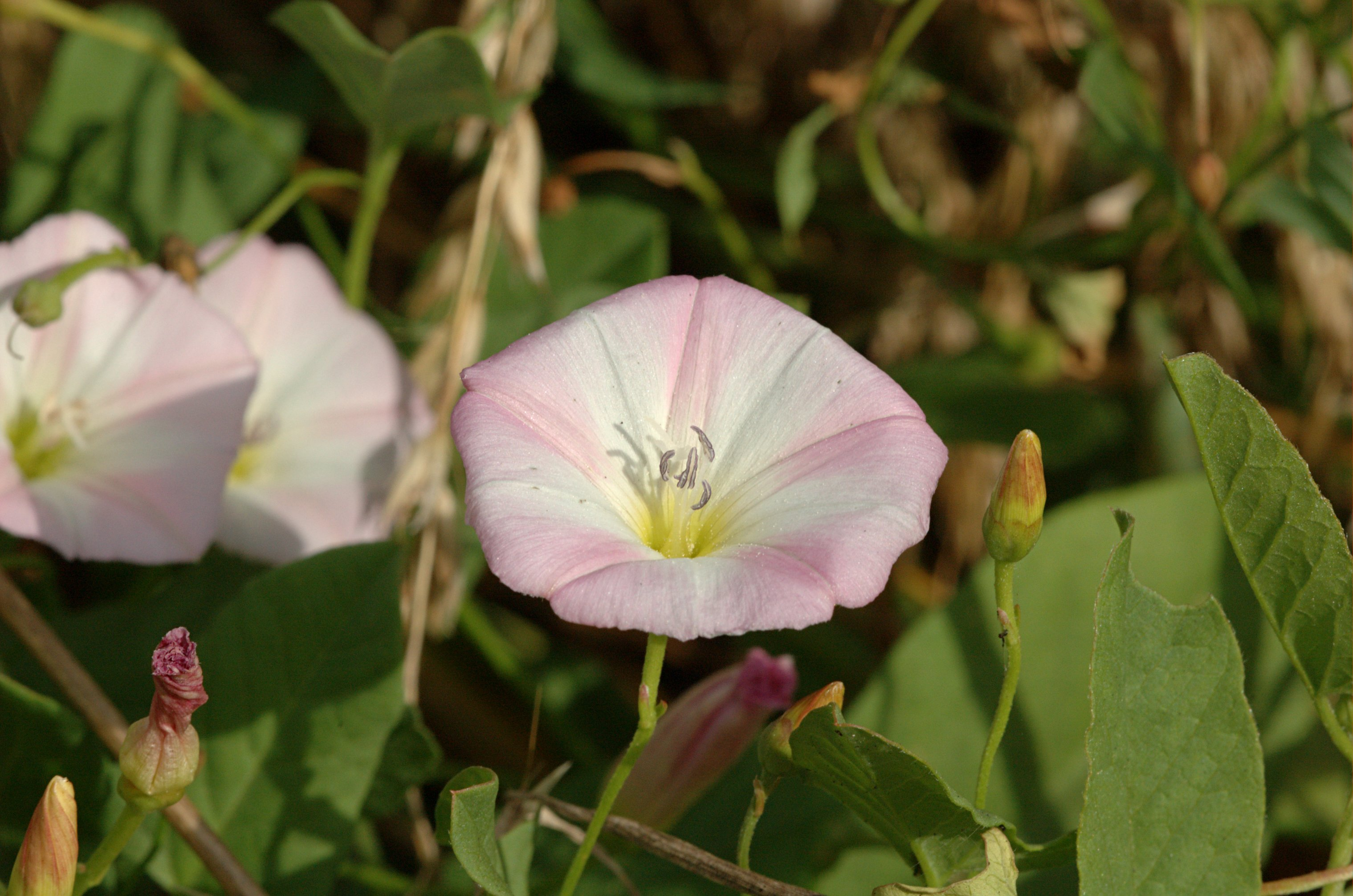
Convolvulus arvensis
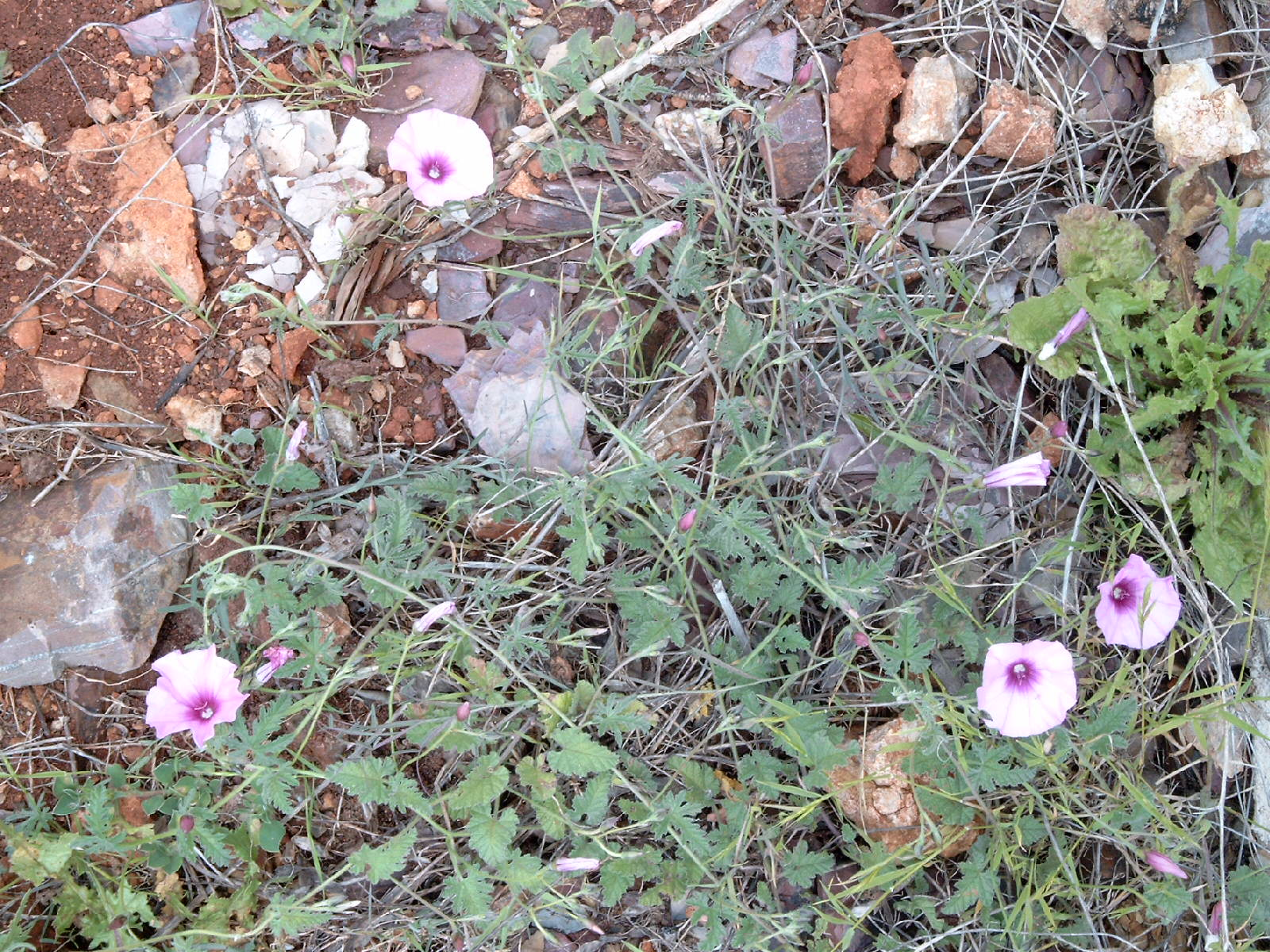
Convolvulus althaeoides
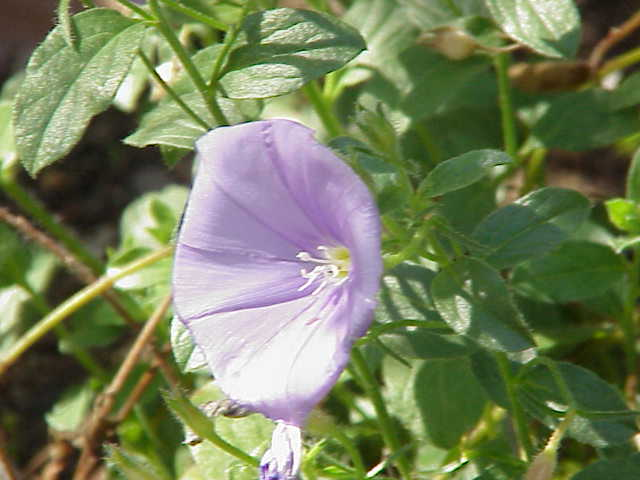
Convolvulus sabatius